# Сіу-Рапідс (Айова)
Сіу-Рапідс (англ. Sioux Rapids) — місто (англ. city) в США, в окрузі Буена-Віста штату Айова. Населення — 748 осіб (2020).

## Географія
Сіу-Рапідс розташований за координатами 42°53′30″ пн. ш. 95°8′55″ зх. д. / 42.89167° пн. ш. 95.14861° зх. д. (42.891559, -95.148613).  За даними Бюро перепису населення США в 2010 році місто мало площу 2,13 км², уся площа — суходіл.

## Демографія
Згідно з переписом 2010 року, у місті мешкало 775 осіб у 325 домогосподарствах у складі 196 родин. Густота населення становила 364 особи/км².  Було 367 помешкань (172/км²).
Расовий склад населення:
| - 94,3 % — білих - 0,6 % — чорних або афроамериканців - 0,4 % — азіатів - 0,1 % — корінних американців - 3,9 % — осіб інших рас |

До двох чи більше рас належало 0,6 %. Частка іспаномовних становила 8,4 % від усіх жителів.
За віковим діапазоном населення розподілялося таким чином: 26,7 % — особи молодші 18 років, 53,4 % — особи у віці 18—64 років, 19,9 % — особи у віці 65 років та старші. Медіана віку мешканця становила 40,8 року. На 100 осіб жіночої статі у місті припадало 99,2 чоловіків;  на 100 жінок у віці від 18 років та старших — 95,2 чоловіків також старших 18 років.
Середній дохід на одне домашнє господарство  становив 52 149 доларів США (медіана — 39 375), а середній дохід на одну сім'ю — 61 030 доларів (медіана — 57 768). Медіана доходів становила 41 111 долар для чоловіків та 30 250 доларів для жінок. За межею бідності перебувало 14,9 % осіб, у тому числі 24,6 % дітей у віці до 18 років та 2,5 % осіб у віці 65 років та старших.
Цивільне працевлаштоване населення становило 312 особи. Основні галузі зайнятості: виробництво — 29,8 %, освіта, охорона здоров'я та соціальна допомога — 26,6 %, мистецтво, розваги та відпочинок — 14,1 %, роздрібна торгівля — 10,3 %.